# هانس کیتر
هانس کیتر (انگلیسی: Hans Keiter; ۲۲ مارس ۱۹۱۰ – ۱ سپتامبر ۲۰۰۵) بازیکن هندبال اهل آلمان بود.